# Cançoner Carreras
El Cançoner Carreras és un recull factici de textos poètics en català datats a partir del segle xiii. És un dels primers testimonis catalans de poesia transcrita amb versos separats, un sota l'altre, i no com si fos prosa, cosa que li dona una modernitat.
Està format per dos plecs, en paper, copiats per mans diferents durant la segona meitat del segle xiv. Al primer hi ha la Questio entre lo vescomte de Rocaberti e mosèn Jacme March sobre lo departiment de l'estiu i del yvern, amb la sentència de Pere del Cerimoniós. També hi ha el plany anònim en veu femenina Ab lo cor trist envirollat d'esmai. Al segon plec hi ha el Vers figurat i Escondit de Llorenç Mallol.